# 1132 Hollandia

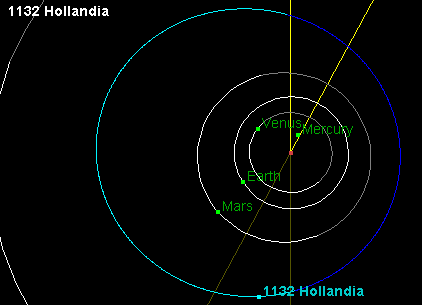
1132 Hollandia

1132 Hollandia är en asteroid i huvudbältet som upptäcktes den 13 september 1929 av den holländske astronomen Hendrik van Gent. Dess preliminära beteckning var 1929 RB1. Den fick senare namn efter nationen Nederländerna, som på latin heter just Hollandia.
Hollandias senaste periheliepassage skedde den 27 oktober 2029. Beräkningar har gett vid handen att asteroiden har en rotationstid på 5,57 timmar.